# خورخي كاريرا أندرادي
خورخي كاريرا أندرادي (بالإسبانية: Jorge Carrera Andrade)‏ هو كاتب ومؤرخ ودبلوماسي وشاعر إكوادوري، ولد في 28 سبتمبر 1911 في كيتو في الإكوادور، وتوفي بنفس المكان في 7 نوفمبر 1978.

## وصلات خارجية
- خورخي كاريرا أندرادي على موقع مونزينجر (الألمانية)